# Vida Gábor (biológus)
Vida Gábor (Budapest, 1935. március 24. –) Széchenyi-díjas magyar biológus, genetikus, ökológus, egyetemi tanár, a Magyar Tudományos Akadémia rendes tagja. A biogenetika és az ökológia neves kutatója. 2004 és 2006 között az MTA Ökológiai és Botanikai Kutatóintézet igazgatója.

## Életpályája
1953-ban érettségizett, majd felvették az Eötvös Loránd Tudományegyetemre (Természettudományi Kar) ahol 1957-ben kapta meg biológia-kémia tanári szakos diplomáját.
1957 és 1960 között a Szőlészeti Kutató Intézetben dolgozott, majd egy évig középiskolában tanított. 1961-ben lett a Magyar Tudományos Akadémia Genetikai Intézetének munkatársa, majd 1970-től az MTA Botanikai Kutató Intézete mikroevolúciós csoportjának vezetője volt (kandidátusi és akadémiai doktori fokozatait a két intézményben szerezte). 1973-ban nevezték ki az Eötvös Loránd Tudományegyetem Természettudomány Karán a Genetikai tanszék vezetőjévé, illetve megkapta egyetemi tanári kinevezését. Ugyanitt az MTA és az ELTE közös evolúció-genetikai kutatócsoportjának munkáját is irányította. A tanszéket 2005-ig vezette. 2004 és 2006 között az MTA Ökológiai és Botanikai Kutatóintézetének (Vácrátót) igazgatója volt.
1965-ben védte meg a biológiai tudományok kandidátusi, 1973-ban akadémiai doktori értekezését. 1985-ben választották a Magyar Tudományos Akadémia levelező, 1993-ban pedig rendes tagjává. 1988 és 1992 között a Tudományos Minősítő Bizottság tagja volt, valamint 1989 és 1991 között az Európai Evolúció-biológiai Társaság alelnöki tisztét töltötte be. Ugyanekkor a Magyar UNESCO-Bizottság alelnöke és 1993 és 1999 között a Magyar Genetikusok Egyesületének elnöke is volt.

## Munkássága
Kutatásai során a biológia több területével is foglalkozott, melyek közül a genetika, a fajkeletkezés genetikai mechanizmusa, az ökológia, a biodiverzitás és a környezetvédelem a legfontosabbak. Az evolúciógenetika területén a fajok sokféleségének kialakulását, mechanizmusának pontos menetét, lefolyását vizsgálja. Foglalkozik a fenntartható fejlődés biológiai vetületének kérdésével is, ezzel kapcsolatban több konferencián vett részt és szólalt fel.
Jelentős a tudományos ismeretterjesztésben kifejtett tevékenysége is: több biológiai témájú ismeretterjesztő könyv szerzője, ezekben a genetika, az ökológia és a környezetvédelem egyes kérdéseit taglalja elsősorban fiatalabb korosztályok számára.

## Díjai, elismerései
- Pro Natura díj (1996)
- Széchenyi-díj (1997)
- Ipolyi Arnold tudományfejlesztési díj (2001, OTKA)
- Deák Ferenc kutatási díj (2004, Pro Renovanda Cultura Hungariae)
- A Magyar Köztársasági Érdemrend középkeresztje (2006)

## Főbb publikációi
- Evolúció I-V. (Budapest, szerk. 1981–1985)
- Az élet keletkezése (Budapest, 1981)
- Génbankok és természetvédelem (Természet Világa, 1984)
- A speciáció genetikája (Budapest, 1989)
- A bioszféra szerveződésének genetikai alapja (TermészetBúvár, 1991)
- A biológiai sokszínűség (1992)
- A biodiverzitási feladvány (Budapest, 1995)
- A fenntartható fejlődés és a bioszféra (1995)
- Bioszféra és biodiverzitás (Budapest, 1996)
- Biodiverzitás és globális problémák (Élet és Tudomány, 1997)
- A Bős–Nagymarosi Vízlépcső és az ökológia (Budapest, 1998)
- Általános genetika (Budapest, 1999)
- Helyünk a bioszférában (Budapest, 2001, 2008 ISBN 978-963-9326-12-5)
- Honnan hová Homo? Az Antropocén korszak gondjai; Semmelweis, Bp., 2012 (Studia physiologica)